# Шателнеф (Лоара)
Шателнеф (фр. Châtelneuf) насеље је и општина у источној Француској у региону Рона-Алпи, у департману Лоара која припада префектури Монбризон.
По подацима из 2011. године у општини је живело 319 становника, а густина насељености је износила 37,62 становника/km². Општина се простире на површини од 8,48 km². Налази се на средњој надморској висини од 830 метара (максималној 1.110 m, а минималној 498 m).

## Демографија
| 1962. | 1968. | 1975. | 1982. | 1990. | 1999. | 2011. |
| ----- | ----- | ----- | ----- | ----- | ----- | ----- |
| 198   | 209   | 195   | 209   | 240   | 259   | 319   |

График промене броја становника у току последњих година